# Nachhaltigkeit

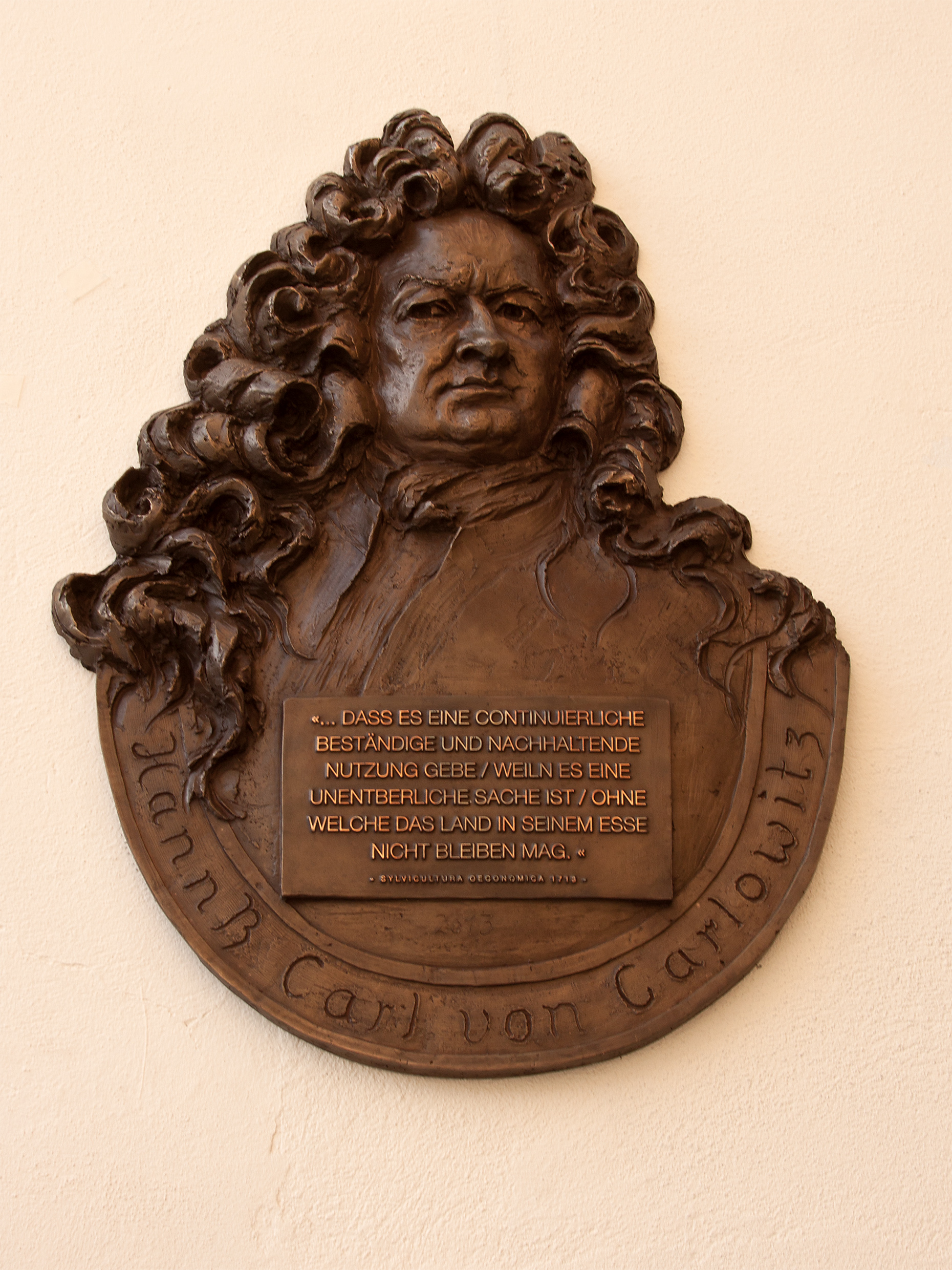
Das Prinzip der Nachhaltigkeit wurde im deutschen Sprachraum erstmals 1713 von Hans Carl von Carlowitz schriftlich formuliert (Gedenktafel mit Zitat)

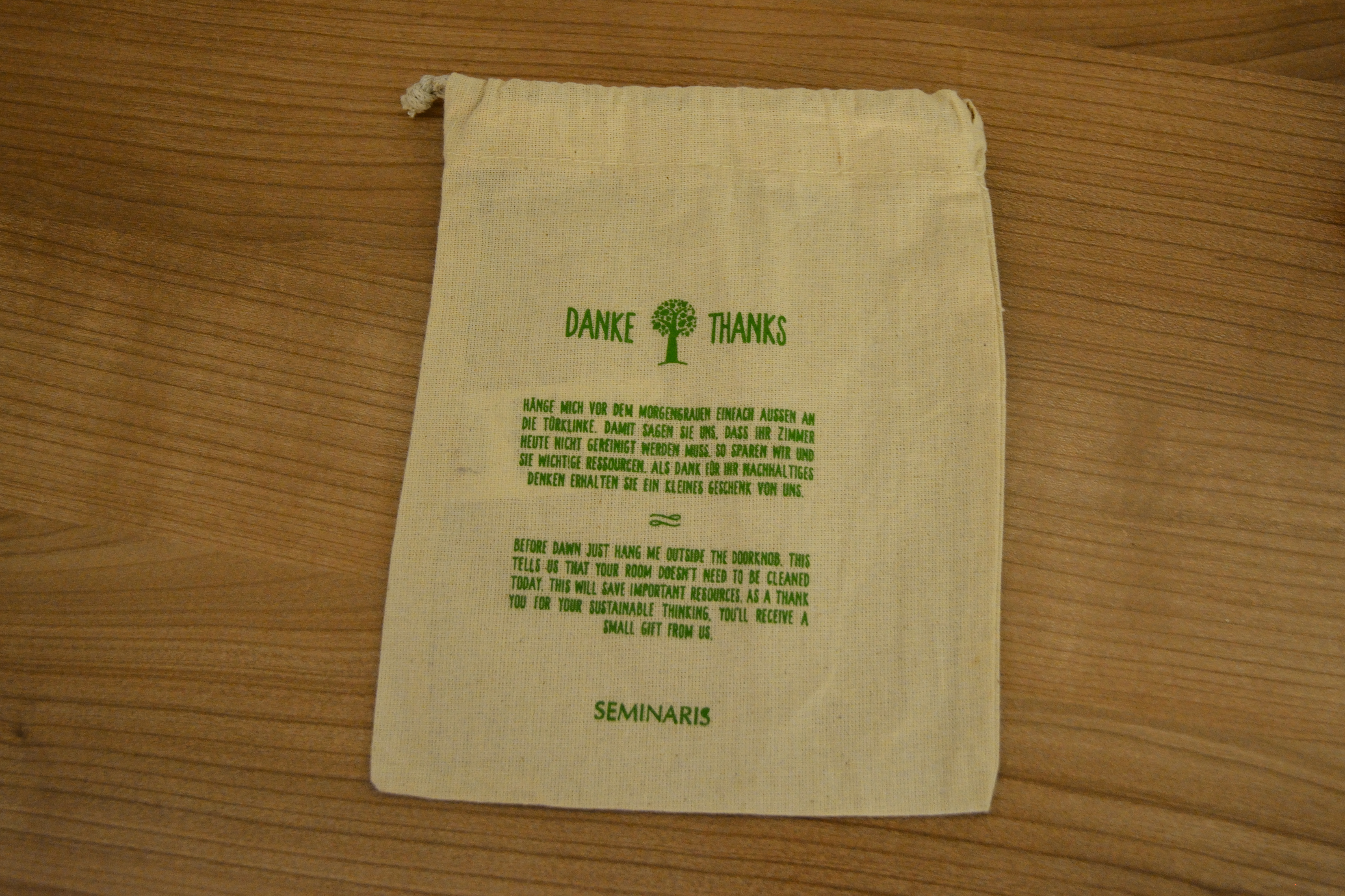
Aber auch kleine Aktionen sparen Wasser und Strom

Nachhaltigkeit ist ein Handlungsprinzip bei der Nutzung von Ressourcen. Hierbei soll eine dauerhafte Bedürfnisbefriedigung gewährleistet werden, indem die natürliche Regenerationsfähigkeit der beteiligten Systeme bewahrt wird, vor allem von Lebewesen und Ökosystemen. Das Handlungsprinzip der Nachhaltigkeit ist ein Zielkonflikt, ein veränderlicher bestmöglicher Zustand, in dem es nicht möglich ist, die Ziel-Eigenschaft Ressourcennutzung zu verbessern, ohne zugleich die andere Eigenschaft des Ressourcen-Erhalts verschlechtern zu müssen.
Im Allgemeinen wird Nachhaltigkeit heute als Form der Ressourcennutzung verstanden, die nach dem Drei-Säulen-Modell auf dem gleichzeitigen und gleichberechtigten Umsetzen von Umweltschutz, langfristigem Wirtschaften und einem fairen Miteinander beruht, damit auch zukünftige Generationen gut leben können.
Im entsprechenden englischen Wort sustainable ist dieses Prinzip wörtlich erkennbar: to sustain im Sinne von „aufrechterhalten“ bzw. „erhalten“. Mit anderen Worten: Die beteiligten Systeme können ein bestimmtes Maß an Ressourcennutzung „dauerhaft aufrechterhalten“, ohne Schaden zu nehmen. Das Prinzip wurde zuerst in der Forstwirtschaft angewendet: Im Wald ist nur so viel Holz zu schlagen wie permanent nachwächst. Als in der zweiten Hälfte des 20. Jahrhunderts erkannt wurde, dass alle Rohstoffe und Energievorräte auf der Welt auszugehen drohen, ging sein Gebrauch auf den Umgang mit allen Ressourcen über.
In seiner ersten und älteren Bedeutung weist „nachhaltig“ als Adjektiv oder bei adverbialem Gebrauch darauf hin, dass eine Handlung längere Zeit anhaltend wirkt. Beispiel: Die (ungeregelte) Ressourcennutzung führt über längere Zeit zum Verlust der Ressourcen. Da das oben genannte Handlungsprinzip das Gegenteil, nämlich die Ressourcenerhaltung trotz Nutzung zum Ziel hat, ist darauf zu achten, dass die erste und die hinzugekommene Bedeutung zueinander nicht widerspruchsfrei sind.

## Begriffsgeschichte
Die Bezeichnung hat eine komplexe und facettenreiche Begriffsgeschichte. Das Wort Nachhaltigkeit stammt von dem Verb nachhalten mit der Bedeutung „längere Zeit andauern oder bleiben“. Heutzutage sind im Wesentlichen drei Bedeutungen zu unterscheiden:
1. die ursprüngliche Bedeutung „einer längere Zeit anhaltende[n] Wirkung“,[1][4]
2. die besondere forstwissenschaftliche Bedeutung als „forstwirtschaftliches Prinzip, nach dem nicht mehr Holz gefällt werden darf, als jeweils nachwachsen kann“,[5]
3. die moderne, umfassende Bedeutung im Sinne eines „Prinzip[s], nach dem nicht mehr verbraucht werden darf, als jeweils nachwachsen [oder] sich regenerieren [und] künftig wieder bereitgestellt werden kann“.[6]

Eine erstmalige Verwendung der Bezeichnung „nachhaltend“ in deutscher Sprache im Sinne eines langfristig angelegten verantwortungsbewussten Umgangs mit einer Ressource ist bei Hans Carl von Carlowitz 1713 in seinem Werk Sylvicultura oeconomica nachgewiesen. Carlowitz fragte, „wie eine sothane [solche] Conservation und Anbau des Holzes anzustellen / daß es eine continuirliche beständige und nachhaltende Nutzung gebe / weil es eine unentbehrliche Sache ist / ohne welche das Land in seinem Esse [Sein] nicht bleiben mag“. Allerdings darf aus der einmaligen Verwendung des Partizips „nachhaltend“ bei von Carlowitz nicht geschlossen werden, dass es sich bei „Nachhaltigkeit“ etwa um eine deutsche Erfindung handele. Wie der Philosoph Jens Soentgen in seiner kritischen Dekonstruktion des „deutschen Nachhaltigkeitsmythos“ gezeigt hat, gibt es in anderen europäischen Ländern wesentlich ältere Belege, so findet sich etwa in einer Ordonnanz des Königs Philippe VI von 1346 das Gebot, die Wälder so zu bewirtschaften, dass sie sich „perpetuellement soustenir en bon estat“, dass sie sich dauerhaft in gutem Zustand erhalten können. Hier taucht, viel früher als bei von Carlowitz, das französische Pendant zum deutschen Begriff der Nachhaltigkeit (soutenabilité) auf. Der Nachhaltigkeitsbegriff als solcher, unabhängig vom Wort, ist ebenfalls kein grundlegend neues Prinzip, sondern kann als Variante des römischen Rechtskonzepts des Nießbrauchs angesehen werden, bei dem es darum geht, eine Sache so zu gebrauchen, dass sie dabei nicht verbraucht wird, dass, mit anderen Worten, ihre Substanz erhalten bleibt. Zusammenfassend kann man sagen, dass sich der Begriff „[u]rsprünglich […] auf die achtsame Verwendung gemeinsam genutzten Naturvermögens, um dessen Fähigkeit zur Regeneration sicherzustellen“ bezogen hat.
Das Substantiv „Nachhaltigkeit“ im Sinne eines dynamischen Gleichgewichts erschien spätestens 1789 im System der landwirthschaftlichen Polizey des deutschen Juristen Johann Philipp Frank. Im Titel wurde es erstmals 1832 von dem deutschen Forstmann Emil André für sein in Prag erschienenes Buch Einfachste den höchsten Ertrag und die Nachhaltigkeit ganz sicher stellende Forstwirthschafts-Methode verwendet.
Nachhaltigkeit gilt in einem Wörterbucheintrag von 1910 als Übersetzung von lateinisch perpetuitas und ist das Beständige und Unablässige wie auch das ununterbrochen Fortlaufende, das Wirksame und Nachdrückliche oder einfach der Erfolg oder die Wirksamkeit einer Sache. Vor 1860 war die Bezeichnung als Substantiv noch nicht lexikalisch erfasst, im Rechtschreibduden erstmals 1915 (anders das Adjektiv nachhaltig); bis in die 1980er Jahre hatte sie alltagssprachlich die Bedeutung von Dauerhaftigkeit und wurde nicht für einen Begriff politischen Sinnes verwendet. Beispielsweise taucht das Wort nachhaltig in Meyers Konversations-Lexikon von 1905 auf im Satz „Um eine nachhaltige Erwärmung der Räume zu liefern, müssen die Kessel der Warmwasserheizung einen verhältnismäßig großen Inhalt besitzen“, und des Weiteren in der Aussage, dass ein Forst bereits die nachhaltige Form einer Waldwirtschaft darstellt.

### Jüngere Verwendung
Im derzeitigen Sprachgebrauch konkurrieren unterschiedliche Begriffsauffassungen:
- ein alltagssprachliches Verständnis, das aussagt, dass etwas noch lange Zeit andauern, bestehen, nachwirken oder sein kann bzw. soll, nachdem es gebaut, begonnen und/oder in Bewegung gesetzt wurde;
- verschiedene politische Auffassungen, die dieses Grundverständnis von Dauerhaftigkeit entsprechend der Position verschiedener Interessengruppen variieren. Diese Erweiterung ergab sich zunächst aus der globalen umwelt- und entwicklungspolitischen Debatte seit dem Zweiten Weltkrieg, insbesondere mit den Definitionen durch die 1983 von den Vereinten Nationen eingesetzte Weltkommission für Umwelt und Entwicklung (Brundtland-Kommission), den Club of Rome oder auch die Enquete-Kommission des Deutschen Bundestages. Zu beobachten sind
  - der dreidimensionale Nachhaltigkeitsbegriff, der Nachhaltigkeit als Zielbündel sieht, das ökologische, soziale und ökonomische Ziele gleichermaßen anstrebt; dieser Begriff wird durch die Brundtland-Kommission und die Agenda 21 popularisiert, dem Abschlussdokument der UNO-Konferenz für Umwelt und Entwicklung 1992 in Rio de Janeiro
  - der wirtschaftsorientierte Nachhaltigkeitsbegriff, der eine betriebs- oder volkswirtschaftliche Stabilität meint
  - der umweltorientierte Nachhaltigkeitsbegriff, der Nachhaltigkeit mit Umweltgerechtigkeit identifiziert
  - der sozialökologische Nachhaltigkeitsbegriff, der Nachhaltigkeit als ein Zielbündel von ökologischen und sozialen Zielen definiert

### Enkelgerechtigkeit
„Zukunftsfähigkeit“ und seit 2009 „Enkeltauglichkeit“ und enkelgerecht sind Synonyme für Nachhaltigkeit. Seit 2010 und verstärkt seit 2014 wird er auch in der Politik außerhalb des grünen Spektrums und auch in der Nachhaltigkeitsstrategie der Bundesregierung verwendet. Die Deutsche Nachhaltigkeitsstrategie in der Neuauflage von 2016 ist überschrieben mit dem Slogan „Der Weg in eine enkelgerechte Zukunft“. Enkelgerechtigkeit dient als Sinnbild für eine ausgeprägt nachhaltige Welt, in der unser Wirtschaften die Chancen der nachfolgenden Generationen nicht mindert.

### Kritik
Manche Autoren stellen fest, dass aufgrund der vielfältigen Definition „Nachhaltigkeit“ zu einem „Gummiwort“ geworden sei. Zugleich wird aber betont, dass die Idee „nur als Gummiwort […] in allen gesellschaftlichen Bereichen kommunizierbar“ werde. Um die Unschärfeprobleme mit der Bezeichnung „Nachhaltigkeit“ zu umgehen, wird bei Auseinandersetzungen über umweltverträgliche Formen der Zivilisation teilweise auf andere Bezeichnungen ausgewichen wie Zivilisationsökologie oder Zukunftsverträglichkeit, die sich bislang jedoch nicht durchsetzen konnten.

## Traditionelle Nachhaltigkeit

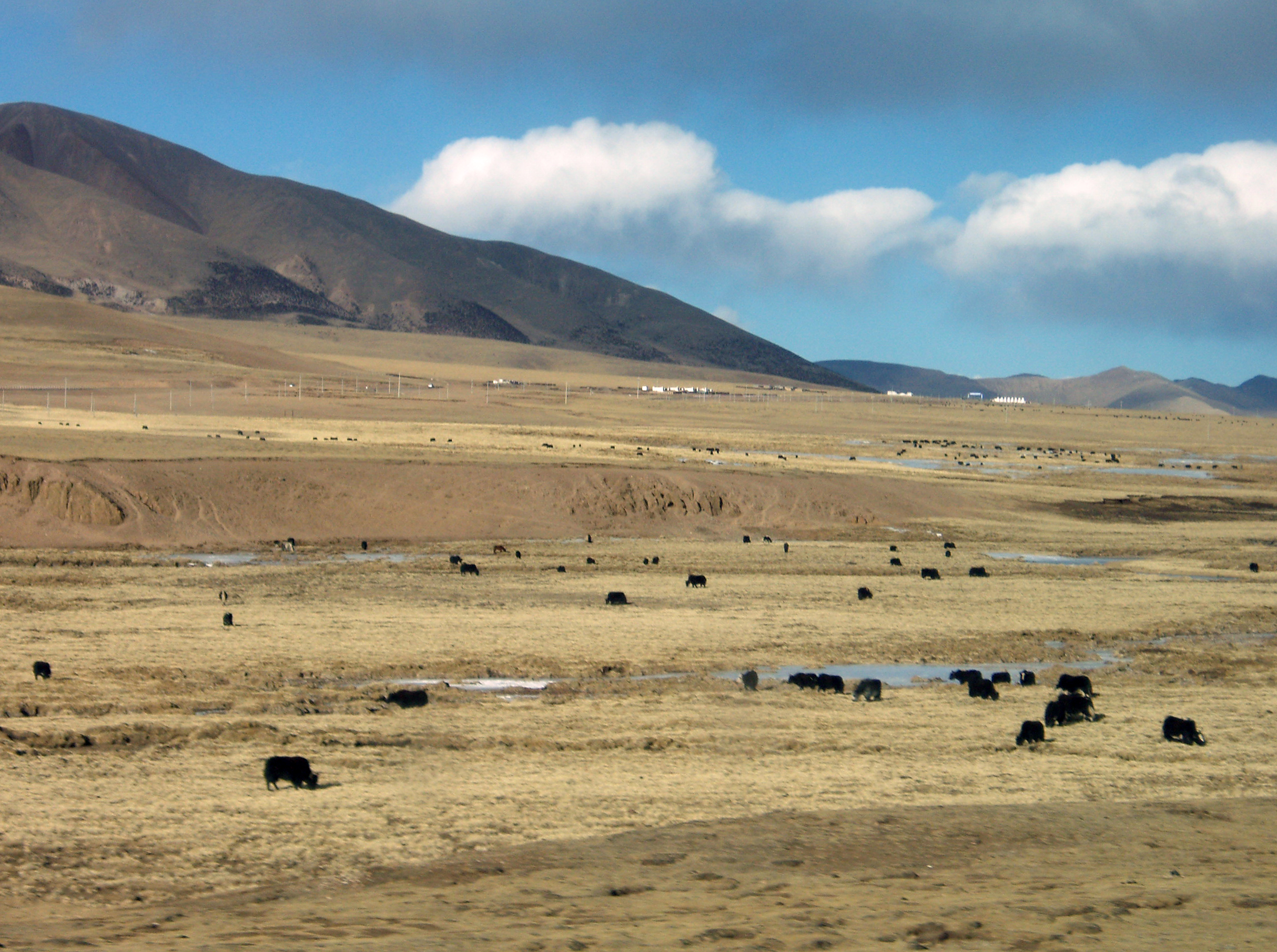
Extensive, traditionelle Fernweidewirtschaft (wie hier mit Yaks in Tibet) konnte nur aufgrund ihrer nachhaltigen Produktionsweise den Menschen jahrtausendelang ein Auskommen bieten

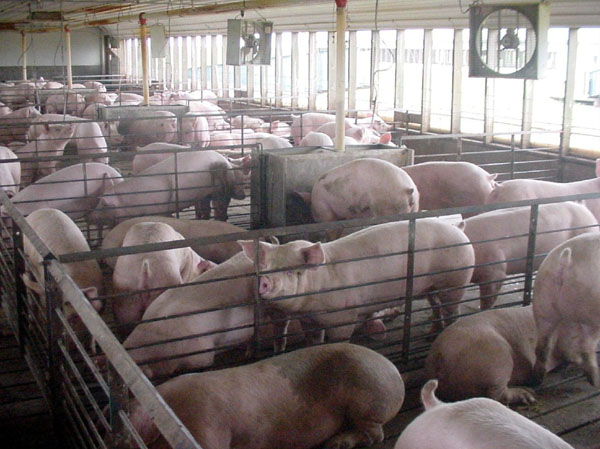
Industrielle Landwirtschaft ist weit von nachhaltiger Wirtschaftsweise entfernt

Subsistenzorientierte, traditionelle Wirtschaftsformen, die noch weitgehend unverändert sind (wie Jagen und Sammeln, Feldbau – sofern die Naturgebiete noch ausreichend groß und dünn bevölkert sind – sowie die Fernweidewirtschaft) bilden stabile und dauerhafte – also im ursprünglichen Sinne nachhaltige – Wirtschaftssysteme, die in vielfältiger Weise mit den natürlichen Ökosystemen vernetzt sind. Sie sind gekennzeichnet durch effiziente, langsame und kontinuierliche Anpassung der Landnutzung an die jeweiligen Standortbedingungen seit Jahrhunderten.
Dieser Effekt kehrt sich allerdings mehr und mehr um, wenn ein rapider ökonomischer und sozialer Wandel Probleme schafft, deren Auswirkungen nicht vorhersehbar sind (siehe auch Kalte und heiße Kulturen oder Kulturelemente).
Auch die Biodiversitätskonvention der UNO erkennt an, dass traditionelle Lebensweisen in besonderem Maße nachhaltig sind und die biologische Vielfalt nicht verringern. Im Gegensatz zu industrialisierten Gesellschaften, die nicht unmittelbar auf ein bestimmtes Gebiet angewiesen sind, haben solche Gemeinschaften ein direktes Interesse an der Aufrechterhaltung und dem Schutz dieser Ökosysteme, deren Stabilität sie nie gefährdet haben.
Die Ethnologie hat gezeigt, dass traditionell-nachhaltiges Wirtschaften in sehr vielen indigenen Kulturen (vor dem Kontakt mit den Europäern) als moralische Leitlinie einer „heiligen Erdverbundenheit“ im kulturellen Gedächtnis über animistische Weltbilder, Mythen, Rituale und Tabus der Ethnischen Religionen verankert war.
Nach Odum und Cannon verfügen alle stabilen Systeme über Mechanismen, die ihren Gleichgewichtszustand möglichst konstant halten und dabei Schwankungen der Umwelt ausgleichen. Die Anthropologen Roy Rappaport, Gerardo Reichel-Dolmatoff und Thomas Harding haben unabhängig voneinander festgestellt, dass die Mythen und rituellen Zyklen der sogenannten „Naturvölker“ genau diese Aufgabe erfüllen und den Gemeinschaften ermöglichen, sich Veränderungen der Umwelt so weit wie möglich anzupassen und die Stabilität der Ökosysteme dabei so wenig wie möglich zu beeinträchtigen.

## Aktuelle Konzepte der Nachhaltigkeit

Nachhaltige Entwicklung beachtet ökologische, ökonomische und soziale Aspekte.

Die 1983 von den Vereinten Nationen eingesetzte Weltkommission für Umwelt und Entwicklung (Brundtland-Kommission) beeinflusste die internationale Debatte über Entwicklungs- und Umweltpolitik maßgeblich, ohne jedoch auf den Ursprung in der deutschen forstwirtschaftlichen Debatte Bezug zu nehmen. Die Kommission unter dem Vorsitz der ehemaligen norwegischen Ministerpräsidentin Gro Harlem Brundtland hatte den Auftrag, langfristige Perspektiven für eine Entwicklungspolitik aufzuzeigen, die zugleich umweltschonend ist. In ihrem auch als Brundtland-Bericht bekannt gewordenen Abschlussdokument Unsere gemeinsame Zukunft aus dem Jahre 1987 ist das von diesem Leitgedanken inspirierte Konzept der nachhaltigen Entwicklung definiert.

### Definitionsvielfalt
Nachhaltigkeit ist eine sowohl in der Wissenschaft als auch in der Politik und in der Unternehmenspraxis verwendete Bezeichnung. Er dient weniger als beschreibender, sondern in aller Regel als normativer Zielbegriff. Dabei werden die Ausdrücke „Nachhaltigkeit“ und „nachhaltige Entwicklung“ vielfach synonym verwendet. Es konkurrieren in der Debatte mindestens die folgenden drei Varianten:
- Mit der Arbeit der Brundtland-Kommission der UN und der darauf folgenden UN-Konferenz für Umwelt und Entwicklung 1992 wurde ein Begriffsverständnis von Nachhaltigkeit salonfähig, das verschiedene politische Interessen vereinen sollte; dabei sollten umweltpolitische Ziele den ökonomischen und sozialen Entwicklungszielen gleichgestellt werden. Als „nachhaltige Entwicklung“ wird eine solche verstanden, die die Bedürfnisse der heute lebenden Menschen und auch zukünftiger Generationen gewährleistet. Die Bezeichnung Nachhaltigkeit wird hier als Zielbündel verwendet: Dauerhaft stabile Gesellschaften seien zu erreichen, indem ökologische, ökonomische und soziale Ziele nicht gegeneinander ausgespielt, sondern gleichrangig angestrebt würden. Dieses Begriffsverständnis von Nachhaltigkeit enthält den Anspruch, dass diese Ziele für alle Länder der Welt (globale Gerechtigkeit) und für künftige Generationen (Generationengerechtigkeit) gelten. Dieser Ansatz wurde von der Enquete-Kommission des Deutschen Bundestages weiter ausgearbeitet und als ein Drei-Säulen-Modell der Nachhaltigkeit vorgestellt; danach setzt sich der Begriff der Nachhaltigkeit selber aus drei Komponenten zusammen zu einer ökologischen, ökonomischen und sozialen Nachhaltigkeit. Kritiker dieses Begriffsverständnisses sehen in der Gleichgewichtung dieser Säulen im Grunde nur wieder den Ist-Zustand aller Dinge beschrieben und nicht etwa eine Forderung zugunsten einer nachhaltigeren Entwicklung.
- Eine bald nach der UN-Konferenz einsetzende prominente Auslegung des Begriffs sieht ihn als Leitmotiv ökologischer Modernisierung. Die in den 1990er Jahren bekannteste Ansatz war die Studie Zukunftsfähiges Deutschland des Wuppertal Instituts, im Auftrag von Misereor und BUND.
- In der wirtschaftswissenschaftlichen und wirtschaftspolitischen Debatte wird Nachhaltigkeit gelegentlich auch in der Kombination „nachhaltiges Wirtschaftswachstum“ im Sinne eines dauerhaften wirtschaftlichen Erfolgs verwendet. Hier wird der Nachhaltigkeitsbegriff[38] z. B. auf die Finanzpolitik[39][40] angewendet. Zudem wird in den Wirtschaftswissenschaften „finanzielle Nachhaltigkeit“ als notwendige Voraussetzung für eine nachhaltige Entwicklung angesehen[41] und dies aus dem Begriffsverständnis der Brundtland-Kommission abgeleitet.

### Nachhaltigkeitsethik
Aus handlungstheoretischer Sicht ist jegliches menschliche Tun – ob zufällig oder zielgerichtet – in unterschiedlichem Ausmaß zukunftsprägend. Jene Handlungen, die das Gelingen künftigen kollektiven menschlichen Lebens gefährden, beschädigen und verhindern oder vorbereiten, fördern und ermöglichen, sind Betrachtungsgegenstand der in den 1960er-Jahren entstandenen Nachhaltigkeitsethik. Die Qualität menschlichen Lebens versteht sich hierbei holistisch als Gesamtheit von Wohlstand und Wohlergehen, wobei die Gewichtung beider Komponenten je nach Anfang unterschiedlich ausfällt. Ethisch gut ist jedes Handeln zugunsten der gegenwärtigen wie künftigen Qualität menschlichen Lebens; ethisch verwerflich ist jedes Handeln zulasten gegenwärtiger wie zukünftiger Lebensqualität.
Im Zuge der weltweiten Etablierung der Umweltbewegung seit den 1980er-Jahren weitete sich die zuvor hauptsächlich anthropozentrische Perspektive der Nachhaltigkeitsethik: Bestimmte Aspekte der Idee eines zeitlich unbegrenzten Rechts auf Da- und Sosein werden auch auf nichtmenschliches Leben in Fauna und Flora bezogen; eine wesensimmanente Würde wird auch der Kreatur zugesprochen. Das Recht auf Zukunft versteht sich in diesem Zusammenhang vor allem als ein Recht auf Reproduktion und je eigene Biotope, woraus sich verschiedene Schutznormen etwa bezüglich der Artenvielfalt und der Beschaffenheit der Genome ergeben.
Moderne Nachhaltigkeitsethik versteht sich überwiegend als Normethik. Exemplarisch hierfür steht der von dem deutsch-amerikanischen Philosophen Hans Jonas formulierte nachhaltigkeitsethische Imperativ:

„Handle so, dass die Wirkungen deiner Handlung verträglich sind mit der Permanenz echten menschlichen Lebens auf Erden.“

Das wichtigste Wertungskriterium der Nachhaltigkeitsethik ist die Gerechtigkeit, aufgefächert in Verteilungs- und Beteiligungsgerechtigkeit. Demnach sollen alle Menschen voraussetzungs- und unterschiedslos zeitlich unbegrenzt in Wohlstand und Wohlergehen leben können. Ein gerechtigkeitsbasierter nachhaltigkeitsethischer Imperativ fordert von den lebenden Generationen einen Lebensstil, der den nachfolgenden Generationen ein Leben in Wohlstand und Wohlergehen ermöglicht. Vgl. dazu das sozial- und umweltpolitische Konzept der Enkelgerechtigkeit.

### Nachhaltigkeitsdebatte in Deutschland
Die deutsche politische Debatte zu diesem Begriff ist auf kommunaler Ebene stark mit den von der UN-Konferenz angeregten Lokalen-Agenda-21-Prozessen verbunden. Auf Bundesebene wird die Bezeichnung seit der Enquete-Kommission „Schutz des Menschen und der Umwelt, Ziele und Rahmenbedingungen einer nachhaltig zukunftsverträglichen Entwicklung“ von 1995 stärker verwendet. Der 1. Zwischenbericht der Kommission diente schon auf der 1. Rio-Folgekonferenz in New York im Jahr 1997 („Rio Plus 5“) dazu, über die deutschen Beiträge zur Umsetzung des Nachhaltigkeitskonzeptes zu berichten.
In der bundesdeutschen politischen Debatte hatten Bündnis 90/Die Grünen den Begriff der Nachhaltigkeit bei der Bundestagswahl 1998 noch dominant besetzt, er fand aber auch Erwähnung bei allen anderen im Bundestag vertretenen Parteien. Zur Bundestagswahl 2002 benutzten dann mit Ausnahme der Grünen die anderen Parteien das Wort Nachhaltigkeit deutlich häufiger als noch vier Jahre zuvor.

### Drei Leitstrategien
In der Diskussion über nachhaltige Entwicklung ist häufig von drei Strategien die Rede:
- Suffizienz: Verringerung bzw. strategisch geleitete Begrenzung von Ressourcenverbrauch, Produktion und Konsum („eine Politik des Genug“).[48] Suffizienz wird in neueren Veröffentlichungen der Nachhaltigkeitsforschung als unbedingt notwendig für die Einhaltung planetarer ökologischer Grenzen gesehen[49][50]; diese Diskussion ist eng verbunden mit Postwachstumsansätzen. Bislang fokussieren politische Maßnahmen jedoch häufig auf die folgenden beiden Strategien:
- Effizienz: ergiebigere Nutzung von Material und Energie (Bsp.: Steigerung des Outputs bei gleichem Input). Der sogenannte „Rebound Effekt“ macht die möglichen Nachhaltigkeitseffekte der Effizienzstrategie leider oft zunichte.
- Konsistenz: naturverträgliche Stoffkreisläufe, dies bedeutet bspw.: Wiederverwertung, Müllvermeidung, Energiewende

### Nachhaltigkeit in der modernen Wirtschaft

#### Natürliche Ressourcen und Bodenschätze
- Die Solow-Stiglitz-Effizienzbedingung beschreibt die nachhaltig-optimale Verteilung des Vermögens einer Volkswirtschaft auf erschöpfliche, natürliche Ressourcen im Boden und produktives, investiertes Sachkapital auf dem Boden.[51]

#### Lebensdauer von Produkten
- Unternehmen nutzen für ihre Kundenbindung als Verkaufsargument die Langlebigkeit ihrer Produkte. Jedoch macht der Anteil an Produkten, die mit einer „lebenslangen Garantie“ als Vorteil werben, nur einen geringen Prozentsatz aus. Solche Produkte haben eine erhöhte Haltbarkeit durch Einsatz von hochwertigeren Materialien und Fertigungsverfahren.
- Branchen, die kurze Produktzyklen pflegen und wie beispielsweise die Automobilindustrie sehr häufig mit Design-Modellpflegen ihre Produkte visuell altern lassen, verweisen bei der Nachhaltigkeit daher weniger auf ihre Produkte als vielmehr auf die Fertigung oder die Entsorgung.
- Bedenklich ist im Sinne der Nachhaltigkeit eine Wirtschaft, die Produkte mit geplanter Obsoleszenz entwickelt. Diese Produkte werden in veränderten Varianten gefertigt und mit neuen Produkteigenschaften beworben. Hierfür lagern die Unternehmen selten Ersatzteile über die Garantiezeit hinaus. Die Kosten für eine Reparatur sind in der Regel höher als der Marktwert des Produkts. Für hochpreisige Güter hat sich als Gegentrend hierzu ein Markt gebildet, der mit Methodiken der Ingenieurwissenschaften Fehler von Verschleißteilen ermittelt und im Vergleich zu Originalteilen verbesserte Ersatzteile anbietet. Ebenso Gegentrend ist der Kauf von alten Produkten, die über lange Zeiträume ihre Zuverlässigkeit bewiesen haben und aufgrund geringer Komplexität einfach in Stand zu setzen sind, wenn ein Reparaturfall eintritt.

#### Nachhaltigkeit als Verkaufsargument
- Für viele Unternehmen ist das Attribut „nachhaltig“ zu einer inhaltlich schwer überprüfbaren Komponente ihrer PR-Strategie geworden.[52] Wird der Begriff „nachhaltig“ irreführend zu Werbezwecken genutzt, ist dies als sogenanntes „Greenwashing“ laut einem Gesetz des EU-Parlaments aus dem Jahr 2024 verboten. Die Überwachung dieses Verbots ist jedoch eine Herausforderung.[53] Demgegenüber stehen Konzepte des Nachhaltigkeitsmanagements, die unternehmerischen Erfolg mit der Berücksichtigung sozialer und ökologischer Aspekte verbinden. Demnach können sich Unternehmen durch besonders nachhaltiges Handeln einen Wettbewerbsvorteil verschaffen.[54]
- Zertifizierung von Produkten soll Nachhaltigkeit in verschiedenen Bereichen (z. B. öko, fair) für den Verbraucher überprüfbar machen. Nachhaltigkeitszertifizierung und Bilanzen für das gesamte Unternehmen inklusive seiner Produkte decken ein breiteres Spektrum der Nachhaltigkeit ab und signalisieren das nachhaltige Wirtschaften des Wirtschaftsakteurs.

### Nachhaltigkeit in der Kulturgeschichte

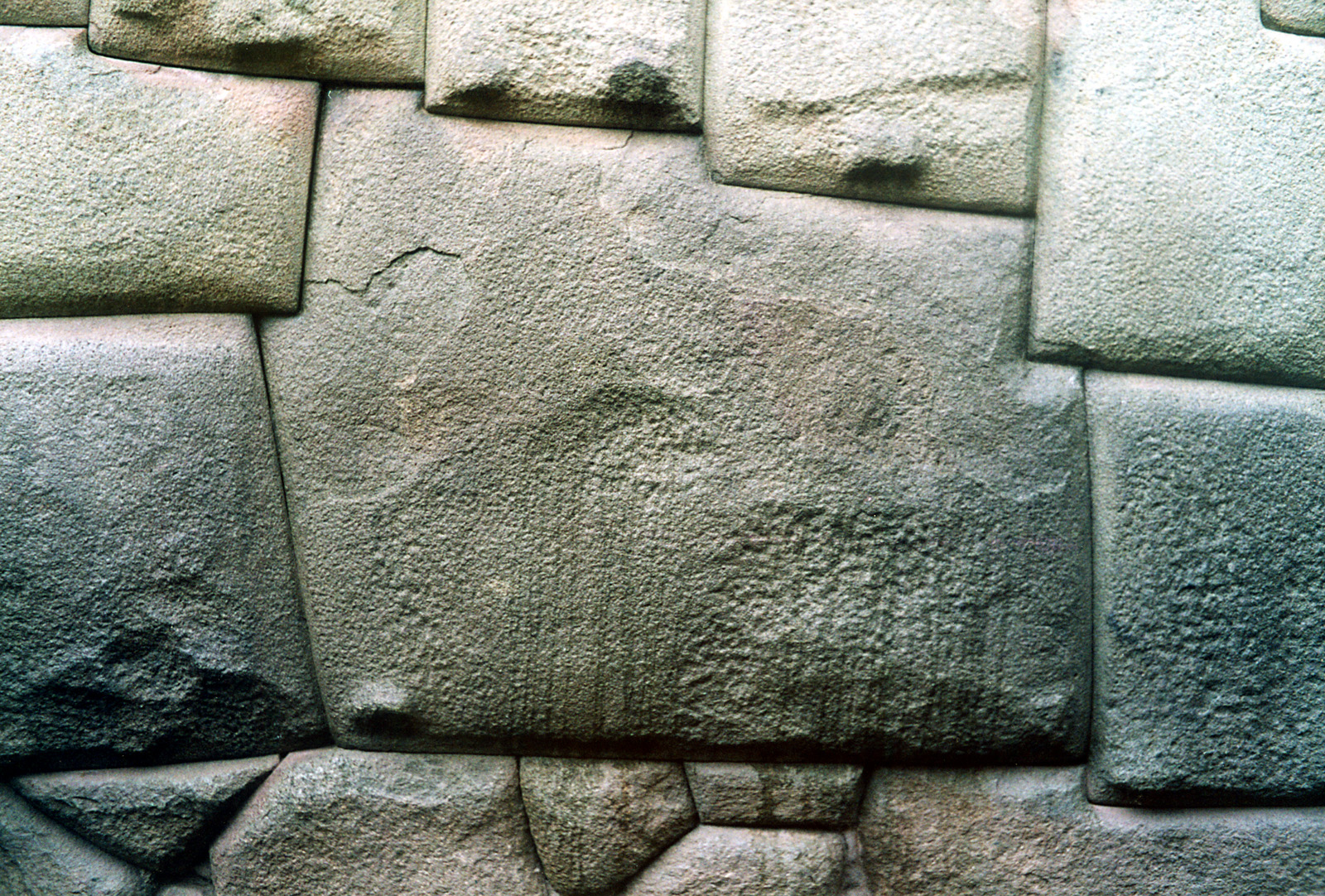
Die Mauer des Palastes des Inca Roca hat nach 800 Jahren noch zum größten Teil ihre Struktur erhalten aufgrund der Anordnung der Natursteine auch ohne jegliche Bindemittel

- Verschiedene Kulturen haben den Gedanken der Haltbarkeit in ihrer Architektur angewandt – zum Teil für ihre Funktion als Denkmal über die Zeit wie auch aus reiner Zweckmäßigkeit. So wurden Gebäude und Strukturen entworfen und gebaut, die möglichst ohne Wartung ihre Funktion erfüllen und betrieben werden konnten, so dass nachfolgende Generationen davon profitieren.
- Das Prinzip der Nachhaltigkeit bei der Waldbewirtschaftung findet sich lange vor dem Begründer des Begriffs, Hans Carl von Carlowitz, auch schon in einem alten kirchlichen Dokument: in den Konstitutionen der Kamaldulenser aus dem Jahre 1350 – quasi die erste Forstordnung Italiens.[55] Die Kamaldulenser bewirtschafteten ihre Tannenwälder rund um das 1012 gegründete Kloster Camaldoli in der nördlichen Toskana ohne Kahlschläge, mit Einzelstammentnahmen und Nachpflanzungen. Das Kloster mit seinen von einem Abt verfassten Kriterien für nachhaltige Forstwirtschaft gilt daher als Keimzelle und „Wurzel der Nachhaltigkeit“.[56]
- Nachhaltigkeit enthält in seiner Grundidee einen Nutzen für alle Beteiligten. Wenn der Umstieg auf nachhaltige Wirtschaftsformen allerdings aus der Not heraus stattfindet, weil der Raubbau an den Ressourcen bereits sehr weit fortgeschritten ist, dann liegt darin durchaus auch Konfliktpotential. In der deutschen Holzwirtschaft des 18. und 19. Jahrhunderts – als es kaum noch Wälder gab – stellten die Menschen sich die Frage, wer von dieser neuen Forstwirtschaft profitieren würde und wer nicht.[57] Dies ist besser zu verstehen, wenn man sich vor Augen führt, dass die Menschen in den Wintern (der damaligen „Kleinen Eiszeit“) auf jedes Klafter Brennholz angewiesen waren, um nicht zu erfrieren. Der Bedarf war unmittelbar da und viel zu groß, um gedeckt zu werden – es herrschte akute Holznot. Nachhaltigkeit in der Forstwirtschaft setzt jedoch voraus, dass genügend Bäume stehen bleiben, die zum Teil mit polizeilicher Gewalt vor dem Diebstahl durch verzweifelte Menschen geschützt werden mussten.[58] Ähnliche „notgedrungene“ Interessenkonflikte sind auch heute noch in vielen Gebieten der Erde an der Tagesordnung, in denen Nachhaltigkeit einen fortgeschrittenen Raubbau ersetzen soll.

## UN-Ziele für nachhaltige Entwicklung

Die 17 „UN-SDGs“ mit ihren Logos

Ende September 2015 verabschiedete die Generalversammlung der Vereinten Nationen auf dem Weltgipfel für nachhaltige Entwicklung 2015 die „Agenda 2030 für nachhaltige Entwicklung“. Diese beinhaltet 17 „Ziele für nachhaltige Entwicklung“ (englisch Sustainable Development Goals, SDGs; französisch Objectifs de développement durable): Sie sind politische Zielsetzungen der Vereinten Nationen (UN) zur Sicherung einer nachhaltigen Entwicklung auf ökonomischer, sozialer sowie ökologischer Ebene weltweit und wurden in Anlehnung an den Entwicklungsprozess der Millenniums-Entwicklungsziele (MDGs) entworfen. Am 1. Januar 2016 traten sie mit einer Laufzeit von 15 Jahren (bis 2030) in Kraft. Im Unterschied zu den MDGs, die insbesondere Entwicklungsländern galten, gelten die SDGs für alle Staaten.

## Wissenschaft
Seit 2001 hat sich an den Universitäten die Fachrichtung Nachhaltigkeitswissenschaft etabliert. Auch sozial-ökologische Forschung, Transformationsforschung sowie die politische Ökologie bilden wichtige sozialwissenschaftliche Strömungen der Nachhaltigkeitsforschung. In ihnen werden einerseits Möglichkeiten einer ökologischen Modernisierung bestehender Strukturen diskutiert und andererseits notwendige strukturelle, politische und soziale Transformationen thematisiert. Das Bundesministerium für Bildung und Forschung fördert im Rahmenprogramm „Forschung für Nachhaltige Entwicklung (FONA)“ Forschungsprojekte zum Klimawandel, zu Meeren und Ozeanen, zu Städten der Zukunft und zur nachhaltigen Ressourcennutzung. Das FONA-Rahmenprogramm ist Teil der nationalen Nachhaltigkeitsstrategie.
Anfang März 2015 startete das Leistungszentrum Nachhaltigkeit Freiburg, eine Kooperation zwischen der dortigen Albert-Ludwigs-Universität, den fünf Freiburger Instituten der Fraunhofer-Gesellschaft sowie Unternehmen aus der Industrie.

## Nachhaltige Unternehmensführung
Innerhalb der Wissenschaft hat sich insbesondere die Betriebswirtschaftslehre mit dem Konzept der „nachhaltigen Unternehmensführung“ befasst, das auf den UN-Zielen für eine nachhaltige Entwicklung aufbaut. Als nachhaltig wird daher eine Entwicklung verstanden, die eine Befriedigung der Bedürfnisse der heute lebenden Menschen und auch zukünftiger Generationen gewährleistet. Es wird betont, dass es letztlich um die Bedürfnisse von Menschen geht, die aber nicht unabhängig von den ökologischen Rahmenbedingungen sind, da diese z. B. die Versorgung der Menschen mit Nahrungsmitteln sowie die Anzahl von Todesfällen durch Luftverschmutzung, Hitze und Kälte beeinflussen. Eine nachhaltige Unternehmensführung hat somit neben Umwelt und Gesellschaft (soziale Aspekte) die ökonomischen Erfordernisse des Unternehmens zu berücksichtigen, speziell den (nachhaltigen) wirtschaftlichen Erfolg des Unternehmens zu gewährleisten. Nachhaltige Unternehmen sind daher überlebensfähig, d. h. sie weisen eine hohe finanzielle Nachhaltigkeit und eine robuste Strategie auf. Geschäftszweck (Purpose) und Geschäftsmodell sowie die Ressourcen und Kompetenzen, die für die Leistungserstellung verfügbar sind, schaffen Wettbewerbsvorteile bezüglich Kaufkriterien der Kunden und tragen so zur Befriedigung der Bedürfnisse dieser Kunden bei. Eine die traditionelle ökonomische Perspektive ergänzende Anforderung soll bei einer nachhaltigen Unternehmensführung auch die Auswirkungen der Geschäftstätigkeit auf Umwelt und Gesellschaft berücksichtigt werden (externe Effekte).

## Auszeichnungen
Seit 2008 verleiht die Stiftung Deutscher Nachhaltigkeitspreis jährlich den Deutschen Nachhaltigkeitspreis öffentlichkeitswirksam im Rahmen einer großen Gala.

### Sachberichte
- Martin Gorke: Bewahrung der Biodiversität vom Standpunkt einer holistischen Ethik. In: Naturschutz und Biologische Vielfalt. Bundesamt für Naturschutz, Bonn 2007, ISBN 978-3-7843-3948-1, S. 125–144.
- Hartmut Bossel (IISD): Indicators for Sustainable Development (Theory, Method, Applications) (PDF; 727 kB), 1999, ISBN 1-895536-13-8.
- Deutscher Bundestag (Hrsg.): Konzept Nachhaltigkeit – Fundamente für die Gesellschaft von morgen Bonn 1997, ISBN 3-930341-32-8.
- Herbert Kaden: Zur »Erfindung« des Begriffes – eine Quellenanalyse. In: Sächsische Heimatblätter Jg. 58 (2012), Heft 4, S. 384–391 (grundlegende Auseinandersetzung mit dem Modebegriff „Nachhaltigkeit“)

### Zeitungsartikel
- Ulrich Grober, Der Erfinder der Nachhaltigkeit, Die Zeit, 25. November 1999 (Nr. 48), S. 98 online.
- Ulrich Grober: Nachhaltigkeit – aber was ist das? Eine Zeitreise zu den Quellen unseres Leitbegriffs, Einsichten und Perspektiven. (3/12), S. 148–163.
- Ulrich Grober: Die Entdeckung der Nachhaltigkeit – Hans Carl von Carlowitz. natur, 03/2013, S. 62–63.

### Sachbücher
- Hans Carl von Carlowitz (Hannß Carl von Carlowitz): Sylvicultura oeconomica. Anweisung zur wilden Baum-Zucht. Braun, Leipzig 1713, mit dem Zitat „nachhaltende Nutzung“ auf Seite 105 (Digitalisat der SLUB Dresden); Reprint der Erstauflage: Kessel, Remagen 2012, ISBN 978-3-941300-56-9; Reprint der 2. Auflage, Braun, Leipzig 1732, Kessel, Remagen 2012, ISBN 978-3-941300-19-4.
- Emil André: Einfachste den höchsten Ertrag und die Nachhaltigkeit ganz sicher stellende Forstwirthschafts-Methode. [M]ittelst einer auf Abschätzung, Schlageintheilung und Bewirthschaftungs-Plan gegründeten und allgemein faßlichen Forstbetriebs-Regulirung. Borrosch und André, Prag 1832 (eingeschränkte Vorschau in der Google-Buchsuche).
- Hans Carl von Carlowitz (Hannß Carl von Carlowitz): Sylvicultura oeconomica. Anweisung zur wilden Baum-Zucht, Transkription in das Deutsch der Gegenwart (Bendix/Thomasius), Kessel, Remagen 2013, ISBN 978-3-941300-70-5 (Leseprobe (Memento vom 26. September 2013 im Internet Archive)).
- Martin Gorke: Artensterben – Von der ökologischen Theorie zum Eigenwert der Natur. Klett-Cotta, Stuttgart 1999, ISBN 978-3-608-91985-1.
- Armin Grunwald, Jürgen Kopfmüller: Nachhaltigkeit. Frankfurt a. M.: Campus, 2022 (3., aktualisierte und erweiterte Auflage). ISBN 978-3-593-51402-4.
- Ulrich Grober: Die Entdeckung der Nachhaltigkeit – Kulturgeschichte eines Begriffs. Kunstmann, München 2010, ISBN 978-3-88897-648-3.
- Annette Kehnel: Wir konnten auch anders. Eine kurze Geschichte der Nachhaltigkeit. Blessing, München 2021, ISBN 978-3-89667-679-5.
- Gerhard Pretzmann (Hrsg.): Umweltethik. Manifest eines verantwortungsvollen Umgangs mit der Natur. Stocker, Graz 2001, ISBN 978-3-7020-0916-8.
- Iris Pufé: Nachhaltigkeit. 3., überarbeitete und erweiterte Auflage. UVK/Lucius/UTB, München 2017, ISBN 978-3-8252-8705-4.
- Uwe Schneidewind: Die Große Transformation. Eine Einführung in die Kunst gesellschaftlichen Wandels. Fischer Taschenbuch, Frankfurt am Main 2018, ISBN 978-3-596-70259-6.

### Wissenschaftliche Literatur und Fachartikel
- Günter Altner, Gerd Michaelsen u. a. (Hrsg.): Ethik und Nachhaltigkeit. Grundsatzfragen und Handlungsperspektiven, Verlag für Akademische Schriften, Frankfurt am Main 2001, ISBN 978-3-88864-321-7.
- Katia Henriette Backhaus: Nachhaltige Freiheit. Elemente einer ökologischen politischen Philosophie. Campus, Frankfurt am Main 2020, ISBN 978-3-593-51166-5.
- Christian U. Becker: Sustainability Ethics and Sustainability Research, Springer-Verlag GmbH, Heidelberg 2013, ISBN 978-94-007-9697-3.
- Peter Carnau: Nachhaltigkeitsethik. Normativer Gestaltungsansatz für eine global zukunftsfähige Entwicklung in Theorie und Praxis, Rainer Hampp Verlag, Augsburg 2011, ISBN 978-3-86618-722-1.
- Hans Diefenbacher: Gerechtigkeit und Nachhaltigkeit. Zum Verhältnis von Ethik und Ökonomie. WBG Wissenschaftliche Buchgesellschaft, Darmstadt 2012, ISBN 978-3-534-25050-9.
- Felix Ekardt: Theorie der Nachhaltigkeit. Ethische, rechtliche, politische und transformative Zugänge – am Beispiel von Klimawandel, Ressourcenknappheit und Welthandel. 3. Aufl. bzw. 2. Aufl. der Neuausgabe Nomos, Baden-Baden 2016, ISBN 978-3-8329-6032-2.
- Gerhard de Haan et al.: Nachhaltigkeit und Gerechtigkeit. Grundlagen und schulpraktische Konsequenzen. Springer, Berlin/Heidelberg 2008, ISBN 978-3-540-85491-3.
- Timo Heimberger: Die Menschheit in Schieflage. Ein neues Nachhaltigkeitsmodell: Was passiert, wenn wir ökologische und soziale Kipppunkte überschreiten. 1. Auflage, München 2019, ISBN 978-3-96238-191-2.
- Hans Jonas: Das Prinzip Verantwortung. Versuch einer Ethik für die technologische Zivilisation, Suhrkamp, Frankfurt am Main 1979.
- Diethelm Klippel, Martin Otto: Nachhaltigkeit und Begriffsgeschichte, in: Wolfgang Kahl (Hrsg.): Nachhaltigkeit als Verbundbegriff. Mohr Siebeck, Tübingen 2008, S. 39–59, ISBN 978-3-16-149573-1.
- Maureen G. Reed / Olav Slaymaker: Ethics and sustainability: A preliminary perspective, in: Environment & Planning 25 (5) 1993, S. 723–739.
- Michael Rödel: Die Invasion der Nachhaltigkeit. Eine linguistische Analyse eines politischen und ökonomischen Modeworts, in: Deutsche Sprache, Jg. 41 (2013), S. 115–141.
- Patrick Spät: Zur Würde des Lebendigen, in: Marcus Knaup, Tobias Müller, Patrick Spät (Hrsg.): Post-Physikalismus, Karl Alber, Freiburg im Breisgau 2011, ISBN 978-3-495-48464-7, S. 352–378.
- Werner Theobald: Pragmatische Physiozentrik oder die Wiederentdeckung der Kultur. In: Zeitschrift für Wirtschafts- und Unternehmensethik (zfwu), 2/3 (2001), S. 311–314.
- Wolfgang Vieweg: Nachhaltige Marktwirtschaft. Eine Erweiterung der Sozialen Marktwirtschaft. 2. Auflage, Wiesbaden 2019, ISBN 978-3-658-22985-6.
- Wolfgang Wüst: Nachhaltige Landespolitik? Fürstenherrschaft und Umwelt in der Vormoderne, in: Zeitschrift für bayerische Landesgeschichte 70 (2007) Heft 1, S. 85–108. ISSN 0044-2364.
- Wolf Dieter Grossmann (Herausgeber), Wolfgang Eisenberg (Herausgeber), Karl-Michael Meiß (Hrsg.): Nachhaltigkeit: Bilanz und Ausblick. Leipzig, FfM 1999, ISBN 978-3-631-35190-1